# Замок Короля Иоанна (Лимерик)
За́мок Короля́ Иоа́нна Безземе́льного (англ. King John's Castle) — замок на Королевском острове в Лимерике на берегах реки Шаннон. Построен в XIII веке, в 1200—1212 годах, на месте ранее существовавших здесь земляных укреплений. В последующие столетия замок неоднократно расширялся и перестраивался.
В 1642 году в рамках захвата Кромвелем Ирландии, и город, и замок были разорены. В современные времена в районе замка было раскопано около 1000 объектов, включая скелеты, относящихся ко временам захвата Лимерика.
Неподалёку от замка были найдены остатки казарм, дома викингского происхождения, остатки укреплений, на месте которых был построен замок; рядом с замком находится камень, на котором, как считается, было в 1690—1691 году подписано Лимерикское соглашение (Войны двух королей).